# ارکی لاینه
ارکی لاینه (فنلاندی: Erkki Laine; ۱۳ سپتامبر ۱۹۵۷ – ۲۲ اوت ۲۰۰۹) بازیکن هاکی روی یخ اهل فنلاند بود.